# 미나베역
미나베역(일본어: 南部駅, みなべえき)은 일본 와카야마현 히다카군 미나베정에 있는, 서일본 여객철도의 철도역이다. 기세이 본선이 지나가며, 기노쿠니 선 소속 열차들을 이용할 수 있다.
미나베 정의 중심역으로, 특급 《구로시오》 호의 일부 열차가 정차한다.

## 역 구조
지상역으로, 승강장은 단식 1면 1선과 섬식 1면 2선 구조이다. 역사는 단식 승강장 쪽에 있으며, 섬식 승강장과는 과선교로 이어져 있다. 기이타나베역이 관리하며, 역 업무는 JR 서일본 메인텍이 대신 하고 있다. 초록 창구를 영업하고 있으며, 자동발권기가 있다.

### 승강장
| 1 | ■ 기노쿠니 선 | 와카야마 · 덴노지 방면 |                         |
| 2 | ■ 기노쿠니 선 | 와카야마 · 덴노지 방면 | (일부 보통 열차가 사용) |
| 2 | ■ 기노쿠니 선 | 기이타나베 · 신구 방면 | (일부 보통 열차가 사용) |
| 3 | ■ 기노쿠니 선 | 기이타나베 · 신구 방면 |                         |

## 역세권 정보
- 국도 제42호선
- 한와 자동차도 미나베 나들목
- 미나베정사무소
- 미나베 온천, 쓰루노유 온천

## 역사
- 1931년 9월 21일 - 일본국유철도의 역으로 개업하였다.
- 1987년 4월 1일 - 민영화에 따라 서일본 여객철도의 소속이 되었다.

## 인접역
| 서일본 여객철도 기세이 본선 | 서일본 여객철도 기세이 본선 | 서일본 여객철도 기세이 본선 |
| --------------------------- | --------------------------- | --------------------------- |
| 하야 신구 방면              | ■ 기노쿠니 선 보통          | 이와시로 와카야마 방면      |